# Bakili Muluzi
Elson Bakili Muluzi (Machinga, 17 marzo 1943) è un politico malawiano, Presidente dal 1994 al 2004.

## Biografia
Muluzi, candidato del Fronte Democratico Unito (UDF), divenne presidente nel maggio del 1994 dopo aver sconfitto, alle elezioni presidenziali del 1994 (le prime elezioni libere e multipartitiche del Malawi) Hastings Kamuzu Banda, il quale aveva governato lo stato africano dal 1963 (anno dell'indipendenza del paese dal Regno Unito) al 1966 come presidente e successivamente, fino a quel momento, come dittatore. Muluzi ottenne il 47,2% dei voti contro il 33,4% di Banda.
Banda, infatti, nel 1966 aveva reso illegale ogni partito eccetto il proprio, il Partito del Congresso del Malawi (MCP), e, nel 1971, si era assicurato la carica di presidente a vita del paese. La dittatura di Banda ebbe termine con un referendum nel 1993, accettato a seguito delle sempre più forti pressioni locali e internazionali, in cui gli abitanti del Malawi votarono a favore di uno stato democratico multipartico e dell'istituzione di libere elezioni.
Muluzi, dopo la vittoria del 1994, venne nuovamente rieletto nel giugno del 1999 col 52.4% sconfiggendo Gwanda Chakuamba. Nel 2002 propose un emendamento costituzionale che gli avrebbe permesso di correre per un terzo mandato, ma lasciò perdere a seguito delle proteste scatenatesi. Termina, quindi, il suo mandato con le elezioni del 2004 per lasciare il posto a Bingu wa Mutharika candidato del suo stesso partito, l'UDF.
Muluzi fu molto popolare come leader, soprattutto nel sud del Malawi, ma i suoi due governi furono anche segnati da molti scandali e controversie, il più grave dei quali a causa della vendita delle riserve nazionali di mais poco prima di una grave siccità conducendo, in tal modo, il paese alla carestia. A dispetto delle pressioni internazionali, degli ingenti proventi della vendita delle riserve alimentari del Malawi non venne mai chiarita la sorte ingenerando il forte sospetto di una appropriazione indebita del denaro e di un suo trasferimento all'estero.
Nonostante le controversie, Muluzi rimase alla guida del Fronte Democratico Unito come presidente fino a che, nel 2005, a causa di contrasti interni con Mutharika, lasciò l'UDF per fondare un nuovo partito.
Il 27 luglio 2006 venne arrestato con l'accusa di frode e corruzione, ma venne rilasciato lo stesso giorno. Poche ore dopo l'arresto, infatti, Gustav Kaliwo, l'ispettore a capo delle indagini, venne sospeso dal suo incarico direttamente dal presidente Mutharika e il procuratore capo Ishmael Wadi affermò di non aver altra scelta che lasciar cadere le accuse.
Nel 2008 Muluzi era stato fermato per la seconda volta dalla polizia, con l'accusa di aver ordito un colpo di Stato. Nel 2009 Muluzi è avvenuto un nuovo arresto; contro di lui sono stati presentati 87 capi d'accusa, relativi al periodo della sua presidenza, in cui avrebbe sottratto dai fondi pubblici più di 11 milioni di dollari provenienti da donazioni estere. L'arresto è avvenuto pochi mesi prima delle elezioni politiche, previste per maggio, in cui Muluzi aveva intenzione di ripresentarsi come candidato nonostante questa ricandidatura fosse vietata dalla costituzione del Malawi.